# Rude Awakening (Prong-Album)
Rude Awakening (englisch für „Unsanftes Erwachen“) ist das fünfte Studioalbum der amerikanischen Metal-Band Prong. Es erschien im Mai 1996 bei Epic Records. Es war das letzte Album der Band auf diesem Label. Zudem sind auch letztmals Paul Raven und Ted Parsons zu hören.

## Entstehung
Das Album wurde 1995 in der Sunset Sound Factory, Hollywood, Kalifornien, eingespielt. Produziert wurde es von Terry Date und Tommy Victor, die übrigen Bandmitglieder fungierten als Co-Produzenten. Abgemischt wurde es von Date und Ulrich Wild (letzterer nur bei Titel neun), wobei Wild auch als Toningenieur tätig war, in den Larrabee Studios, North Hollywood. Alle Titel wurden von der Band geschrieben, außer Controller von Prong und Scott Albert sowie Slicing von Prong und Joe Bishara Kebbe. Einige Drumcomputer- sowie Keyboard-Spuren stammen von Charlie Clouser und Paula Jones (letztere als Assistant Programmer).

## Rezeption
Der Metal Hammer kürte das Album im Juni 1996 zum „Album des Monats“. Im Juli-Heft des Hammer schränkte Henning Richter ein: „Über einen memorablen Refrain verfügt streng genommen nur der Titelsong ‚Rude Awakening‘, die anderen Kracher sind so sperrig, daß man sich regelrecht ‚einarbeiten‘ muss, um sie im Kopf zu behalten.“ Thomthom Geigenschrey meinte im Zillo, der typische Prong-Sound sei beibehalten worden, es gebe aber ein „Hineinstürzen in vermehrte Grooveorientiertheit“: „Backbeat- und Rave-Grooves pumpen die verzerrten Haßvocals und Gitarrenmonsterattacken schön und schwerfällig voran.“ Dies sei „gutes Handwerk“, aber die im Zaum gehaltene Experimentierfreude lasse dann doch Eintönigkeit aufkommen. Demgegenüber sah Frank Albrecht im Rock Hard gerade im Verzicht auf gewagte Experimente, also den lediglich nuancierten Veränderungen, einen Beständigkeitsvorteil. In derselben Ausgabe rezensierte Holger Stratmann das Album und hob dabei das „verbesserte Songwriting“ hervor. Er schloss seine knapp unter der Höchstmarke liegende 9,5-Punkte-Wertung mit dem Ausruf: „Höllisch heiß!“ Im Horror Infernal beschrieb Claudio Flunkert das Album als erwartet ausgereift, aber auch als überraschend aggressiv und synthetisch „kalt“.
Stephen Thomas Erlewine schrieb später bei AllMusic: „The relentless, brutal pounding of Prong’s attack masks the band’s inventive song structures. While they might not have many melodic skills, their ways of layering their rhythms and riffs more than compensates.“ Die Bewertung lag bei drei von fünf Sternen. Im Gegensatz zum Vorgänger galt das Album jedoch als „weniger inspiriert“.

## Titelliste
1. Controller – 3:39
2. Caprice – 2:47
3. Rude Awakening – 4:18
4. Unfortunately – 3:08
5. Face Value – 4:09
6. Avenue of the Finest – 3:37
7. Slicing – 3:29
8. Without Hope – 3:13
9. Mansruin – 3:29
10. Innocence Gone – 3:11
11. Dark Signs – 3:22
12. Close the Door – 4:05
13. Proud Division – 5:46